# Zomebazam
Lo zomebazam prodotto dalla casa farmaceutica Hoechst è uno psicofarmaco facente parte delle pirazolodiazepine e possiede proprietà ansiolitiche. È strutturalmente correlato al razobazam e alla zometapina.